# Етнобиологија
Етнобиологија је научна дисциплина која се бави изучавањем начина на који жива бића третирају или користе различите људске културе. Она проучава динамичке односе између еколошких и друштвених процеса јер утичу на биодиверзитет и функционисање екосистема. Истражује историјске и текуће интеракције између различитих култура и околних екосистема, наглашавајући међусобну повезаност природе и људских друштава. Ова област промовише интеграцију научних знања и културних перспектива, залажући се за одрживо управљање природним ресурсима и развој традиционалних друштава заснованих на сопственим вредностима и разумевању.
Интеракције „људи-биота-окружење” широм света су документоване и проучаване кроз време, у различитим културама и дисциплинама, од далеке прошлости до непосредне садашњости, у потрази за валидним, поузданим одговорима на два „дефинишућа” питања: „Како и на које начине људска друштва користе природу и како и на који начин људска друштва посматрају природу?" 
Као мултидисциплинарна област, етнобиологија интегрише археологију, географију, систематику, популациону биологију, екологију, математичку биологију, културну антропологију, етнографију, фармакологију, исхрану, конзервацију и одрживи развој. Разноликост перспектива у етнобиологији је њена највећа снага, која нам омогућава да испитамо сложене, динамичне интеракције између људских и природних система, и побољшамо наше интелектуалне способности и шире утицаје.

## Истраживачки циљеви етнобиологије
У прошлости су се многи етнобиолози концентрисали на каталогизацију дугих спискова биљака и животиња са њиховим повезаним препаратима и употребама. Недавно су истраживачки циљеви постали више оријентисани на процесе. На пример, тренутно се проучава како се врсте припитомљавају и порекло и развој пољопривреде; управљање корисним биљним и животињским популацијама; и процес стицања и организовања традиционалних знања.
Новија истраживања у етнобиологији могу се класификовати у три опште, међусобно повезане области. Документовање и анализа употребе биљака и животиња је најстарији аспект етнобиологије. Фокус на знању, који је постао посебно популаран 1950-их и 1960-их, карактерише проучавање перцепције и класификације света природе. Током 1980-их и 1990-их, пажња је преусмерена на локално управљање биолошким ресурсима и животном средином, често ослањајући се на еколошке концепте и методе. Ове области су комбиноване у различитим степенима у следећим главним трендовима у етнобиолошким истраживањима.

### Когнитивно мапирање
Етнобиолози су документовали просторну концептуализацију локалних народа, укључујући њихову способност да лоцирају биолошке ресурсе, разазнају карактеристике пејзажа и идентификују различите типове вегетације. Ова географска писменост повезана је са способношћу за процену потенцијалне продуктивности животне средине, често кроз препознавање биљних врста које указују на плодност или стерилност земљишта. Ова експертиза делимично произилази из софистициране перцепције локалних људи о томе како различити елементи екосистема (организми, земљиште, клима, топографија, итд.) чине међузависну целину. Поред тога, произилази из њихове класификације кључних географских знаменитости које су означене специфичним топонимима, или географским називима места. Локални погледи на пејзаж се интегришу у географске информационе системе, који су заузврат корисни у креирању мапа биолошких ресурса и планова управљања за одређена подручја. Када се уједини са етнобиолошким инвентарима и студијама локалне категоризације еколошке сукцесије, мапирање заједница омогућава истраживачима да тестирају хипотезе о томе да ли највећи број корисних биљака и животиња потиче из примарних или секундарних шума, или антропогених у односу на природне екосистеме.

### Управљање ресурсима и вредновање
Како би осигурали производњу за живот и зарађивали за живот, локално становништво користи своје детаљно еколошко знање како би управљало разноликим микроокружењем и биолошким организмима у својим заједницама. Недавна истраживања су показала да се процес припитомљавања биљака кроз селекцију преферираних сорти одвија не само на култивисаним пољима већ иу другим деловима антропогеног пејзажа. Од узгоја ових припитомљених биљака до бербе дивљих корисних врста, локално становништво се бави многим еколошким праксама које су често енергетски ефикасне и одрживе, барем у традиционалним условима. Они капитализују на потрошној употребној вредности природних ресурса када беру биљке и лове животиње за потребе егзистенције и на продуктивној употребној вредности када размењују или продају пољопривредне и шумске производе. Они такође имају користи, као и цео свет, од непотрошачке вредности која долази од обезбеђивања одрживости функције екосистема уопште, укључујући сливове, циклусе хранљивих материја, климу, земљиште и друге елементе.

### Етнобиолошка класификација
Настављајући тренд који су етнонаучници покренули 1950-их, етнобиолози документују како локални људи класификују различите елементе природног окружења. На основу теренског рада у различитим културама, они описују сложене међусобно повезане скупове категорија за биљке, животиње, земљиште, климу, вегетацију, болести, храну и друге културне домене и природне феномене.

### Механизми промена
Још један принцип који се појавио у новијим студијама је да знање о природном окружењу и начинима управљања биолошким ресурсима није статично. Оне се мењају како се људи селе из једног региона у други, како млади поново тумаче оно што су научили од старијих, и како културе долазе у контакт једна са другом. Етнобиолози анализирају динамику ових културних промена и процењују како оне могу обогатити или осиромашити локалне системе знања.
Археологија, лингвистичка реконструкција, архивска истраживања и усмена историја отварају прозор у прошлост, омогућавајући истраживачима да открију како су еколошко знање и управљање ресурсима еволуирали током деценија и векова политичких, демографских и економских промена. Студије историјске екологије откривају које врсте, етнобиолошке категорије и еколошке праксе су опстале, промењене или нестале током времена, укључујући и оне које су постале широко распрострањене позајмљивањем преко културних граница. Истраживања која се фокусирају на догађаје у свету последњих векова омогућавају историчарима да процене утицај колонизације и других облика културног контакта на локалне начине сагледавања и управљања природним светом.

### Ритуал, религија и симболизам
Биљке и животиње играју важну улогу у ритуалима и духовним праксама и стални су елемент у митовима, легендама и причама. Неки истраживачи тврде да се локални људи, због своје космологије или разумевања универзума, односе према природном окружењу на начин који се суштински разликује од оног који се налази у, на пример, европској или америчкој култури. Централни елемент у овој концепцији је да традиционални стилови живота повезују људе са природом на начин који им пружа посебно разумевање природе. Уобичајени начин да странци добију приступ свету ритуала, магије и религије локалних народа је кроз шегртовање код духовних вођа, често праћено употребом психоактивних биљака.

## Интернационализација етнобиологије
Иако је етнобиологија као академска дисциплина настала у Европи и Сједињеним Државама, сада су је прихватили истраживачи у многим земљама у развоју који су касније прилагодили технике и концепте својим циљевима и локалним условима. Појава професионалних друштава етноботаничара у земљама у развоју, у распону од Индијског друштва етнобиолога од 1980. до  Мексичког друштва етнобиолога 1993. и Бразилског друштва етнобиолога и етноеколога 1999. године.
Интернационализација етнобиолошких истраживања и обуке резултирала је новим правцима у теорији и примени, обогаћујући ову област. У Индији је настављена традиција спровођења етноботаничких инвентара у различитим племенским областима, али је сада допуњена иновативним приступима проучавању жетве недрвних шумских производа у заједничким шемама управљања шумама и практичним стратегијама за стварање регистара биодиверзитета заједнице.

## Етика и етнобиологија
Етички кодекс Међународног етнобиолошког друштва (ИСЕ) званично је усвојио одбор Друштва за етнобиологију. Етички кодекс ИСЕ потиче из Белемске декларације, договорене 1988. године при оснивању Међународног друштва за етнобиологију (у Белему, Бразил). Чланови СоЕ се позивају да прочитају етички кодекс и уграде ове праксе у своје етнобиолошке методе истраживања.